# أجرة على الفرد
الأجرة على الفرد هو ترتيب دفع لمقدمي خدمات الرعاية الصحية. وهو يدفع مبلغًا محددًا لكل فرد مسجل يسند إليه المنشأة، لكل فترة زمنية سواء كان ذلك الشخص يطلب الرعاية أم لا. يعتمد مبلغ الأجر على متوسط الاستفادة المتوقعة من الرعاية الصحية لهذا المريض، مع اختلاف الدفع للمرضى عمومًا حسب العمر والحالة الصحية.